# Georg von Simson (Indologe)
Georg von Simson (geboren am 24. März 1933 in Berlin) ist ein deutscher Indologe und emeritierter Professor an der Universität Oslo.
Georg von Simson war der Sohn von Walter von Simson (1899–1943) und Clara Franziska von Forckenbeck (1901–1943), Neffe von Clara von Simson sowie Enkel des Bankiers Georg von Simson und  Nachfahre des 1888 nobilitierten „ersten deutschen Verfassungsvaters“ Eduard von Simson. Er studierte Altindisch an den Universitäten Mainz und Göttingen. In Göttingen wurde er 1965 mit einer Arbeit Zur Diktion einiger Lehrtexte des buddhistischen Sanskritkanons promoviert. Seine Habilitationsschrift, mit der er 1974 in Göttingen habilitiert wurde, widmete er dem Mahabharata, dem bekanntesten indischen Epos, und den darin enthaltenen Schlachtbeschreibungen.
Von 1968 bis 1977 war Georg von Simon wissenschaftlicher Mitarbeiter der Akademie der Wissenschaften in Göttingen. Im Jahr 1977 folgte er einem Ruf auf den Lehrstuhl für Indische Sprache und Literatur an der Universität Oslo. Dort lehrte er bis zu seiner Emeritierung im Jahr 2003. Im Jahr 1985 wählte ihn die Akademie der Wissenschaften in Göttingen zu ihrem korrespondierenden Mitglied.
Neben dem altindischen Epos zählen die buddhistischen Sanskrittexte, die in Zentralasien gefunden wurden, zu seinen Forschungsschwerpunkten.

## Publikationen (Auswahl)
- Zur Diktion einiger Lehrtexte des buddhistischen Sanskritkanons. Kitzinger, München 1965.
- Altindische epische Schlachtbeschreibung, Untersuchungen zu Kompositionstechnik und Entstehungsgeschichte der Bücher VI bis IX des Mahābhārata. Göttingen 1974 (unveröffentlicht).
- als Herausgeber mit Heinz Bechert: Einführung in die Indologie. Wissenschaftliche Buchgesellschaft, Darmstadt 1979.
- Prātimokṣasūtra der Sarvāstivādins. Zwei Bände. Vandenhoeck & Ruprecht, Göttingen 1986–2000.
- Mahābhārata. Verlag der Weltreligionen, Berlin 2011.
- Die Botschaft des Goldenen Esels. Neue Befunde zu den Metamorphosen des Apuleius (= Nachrichten der Niedersächsischen Akademie der Wissenschaften zu Göttingen. Neue Folge, Band 4). Niedersächsische Akademie der Wissenschaften zu Göttingen, Göttingen 2023, ISBN 978-3-946048-21-3 (Digitalisat).